# Джафаров, Хафиз Юсиф оглы
Джафаров Хафиз Юсиф оглы (азерб. Hafiz Yusif oğlu Cəfərov; 24 апреля 1946, Баку — 5 октября 2020, Баку); — азербайджанский тренер по стрельбе. Заслуженный деятель физической культуры и спорта Азербайджанской Республики.

## Биография
Хафиз Юсиф оглы Джафаров родился 24 апреля 1946 года в Баку. В 1970 году окончил Азербайджанский государственный институт физической культуры.
Скончался 5 октября 2020 года.

## Тренерская деятельность
С 1976 года Хафиз Джафаров являлся главным тренером сборной Азербайджана по стрельбе. Под его руководством спортсмены достигли значительных успехов: Валерий Тимохин завоевал серебряные медали на чемпионатах мира, а Земфира Мефтахетдинова стала олимпийской чемпионкой.

## Награды
- Орден «Слава» (Азербайджан) (2000).
- Медаль «Прогресс» (2004).
- Персональная пенсия Президента Азербайджанской Республики (2006).
- Заслуженный деятель физической культуры и спорта Азербайджанской Республики (2008).